# Czack Dávid
Czack Dávid (Czak Dávid) (? – 1681. március 22.) bölcsészdoktor, evangélikus lelkész.

## Élete
Brassói származású erdélyi szász, Czack Dávid, brassói biró fia; Wittenbergben tanult 1665-től; honnét visszatérve, a brassói gymnasiumnál lector, azután városi evangélikus lelkész lett.

## Munkái
1. Disputatio de mysterio praedestinationis. Vitenbergae, 1667.
2. Elenchus Hugonis Grotii in Aggeum prophetam. Uo. 1667.
3. Disputatio publica de ratione existendi Entis finiti ad mentem scholastiorum. Uo. 1667.